# Мастодонтові
Мастодо́нти (Mammutidae) — родина викопних ссавців з ряду хоботних (Proboscidea) групи Elephantimorpha. Найбільш відомий завдяки мастодонтам (рід Mammut), які населяли Північну Америку з пізнього міоцену до свого вимирання на початку голоцену, близько 11 000 років тому. Найдавніші скам'янілості цієї групи відомі з пізнього олігоцену Африки, близько 24 мільйонів років тому. Окрім цього, скам'янілості цієї клади були знайдені по всій Євразії.

## Етимологія назви

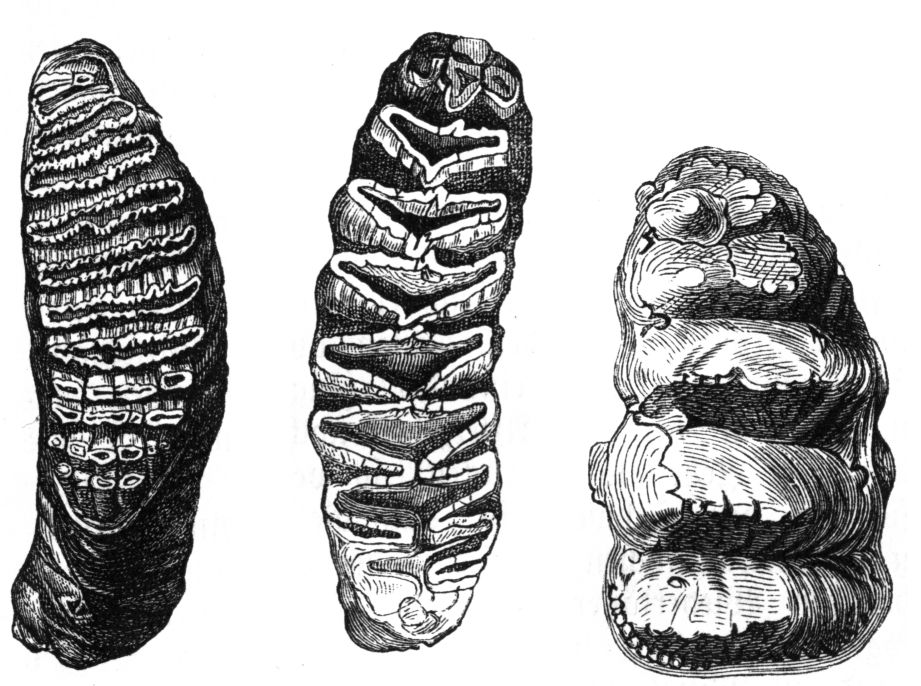
Порівняння кутніх зубів, зліва направо: слон індійський, слон африканський та мастодонт

Назва «мастодонти» походить від раніше широко вживаної назви роду Mastodon фр. mastodonte, від дав.-гр. μαστός (mastos) «груди, молочна залоза» + дав.-гр. ὀδών (odon) «зуб», та виходить з праіндоєвр. *dent- «зуб». До української мови назва «мастодонт» прийшла на початку XIX ст. з іноземної наукової літератури, зокрема з праць французького зоолога Кюв'є, автора назви Mastodon. Етимологія пов'язана з особливістю жуйної поверхні зубів мастодонтів.

## Опис

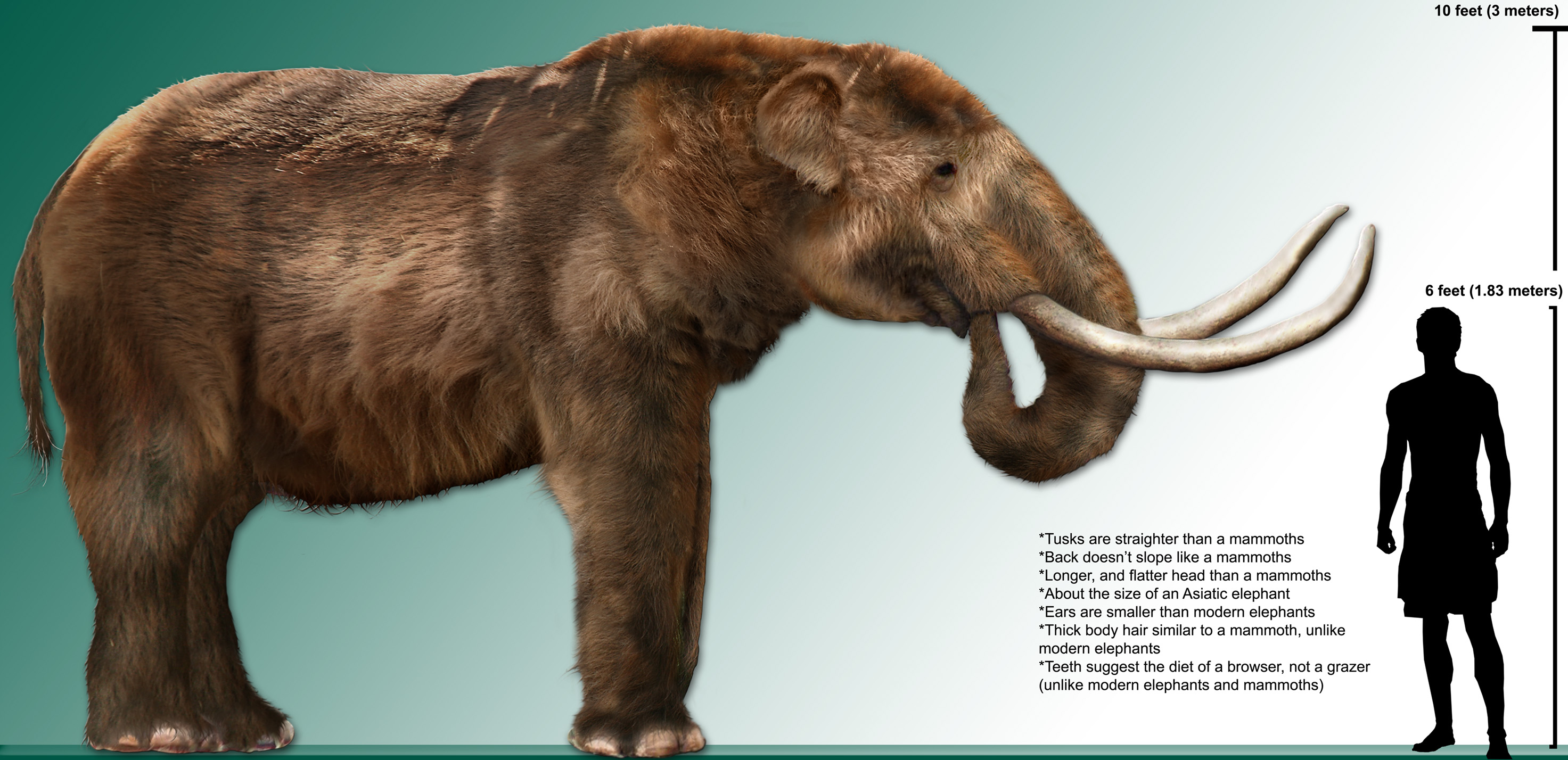
Порівняльна висота мастодонта американського та людини

Мастодонти ззовні схожі на слонів, крім того, що за розміром були більшими та різці у них були розвинені у великі бивні, які виступали вперед і трохи розходились. У давніших видів крім двох бивнів у верхній щелепі у нижній також були два бивні меншої величини.
Мастодонти відрізняються від слонів та вже зниклих мамонтів (обидві ці групи також з ряду хоботні, але з іншої родини — Elephantidae) за декількома ознаками, з яких найбільш суттєві пов'язані із будовою зубів:
- В мастодонтів на жувальній поверхні молярів (кореневих зубів) знаходиться ряд парних соскоподібних горбів.
- В мамонтів та слонів на молярах знаходиться ряд поперечних гребенів, які розділені цементом.
- У багатьох видів мастодонтів на верхній та на нижній щелепі другі різці перетворилися на бивні.

Мастодонти харчувались рослинною їжею, деякі види їли гілки дерев та кущів, інші в процесі еволюції ставали травоїдними.
Дорослі самці жили окремо від стада, в якому були самиці та молодняк. Статева зрілість починалась в 10—15 років, а тривалість життя становила приблизно 60 років.

## Галерея

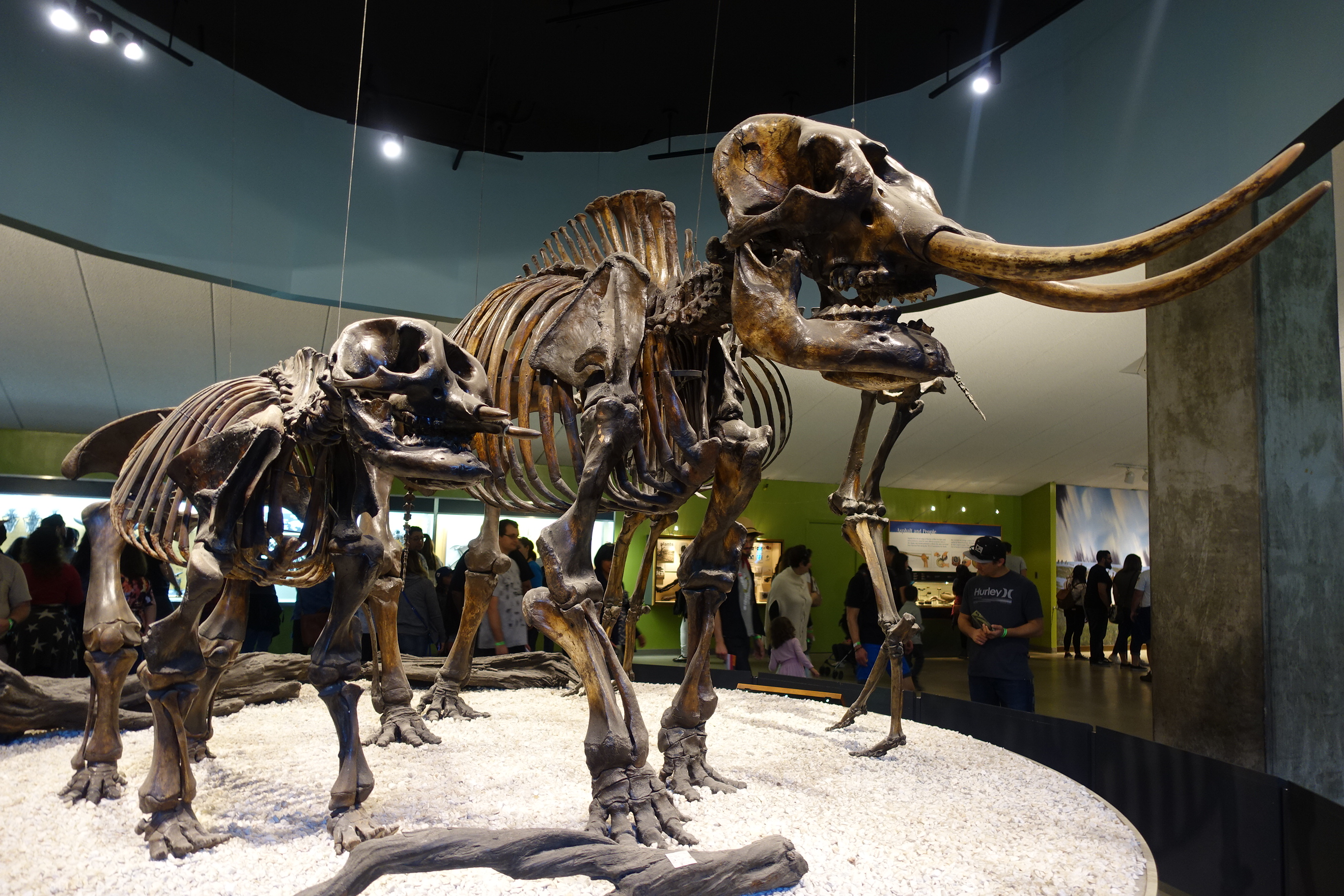
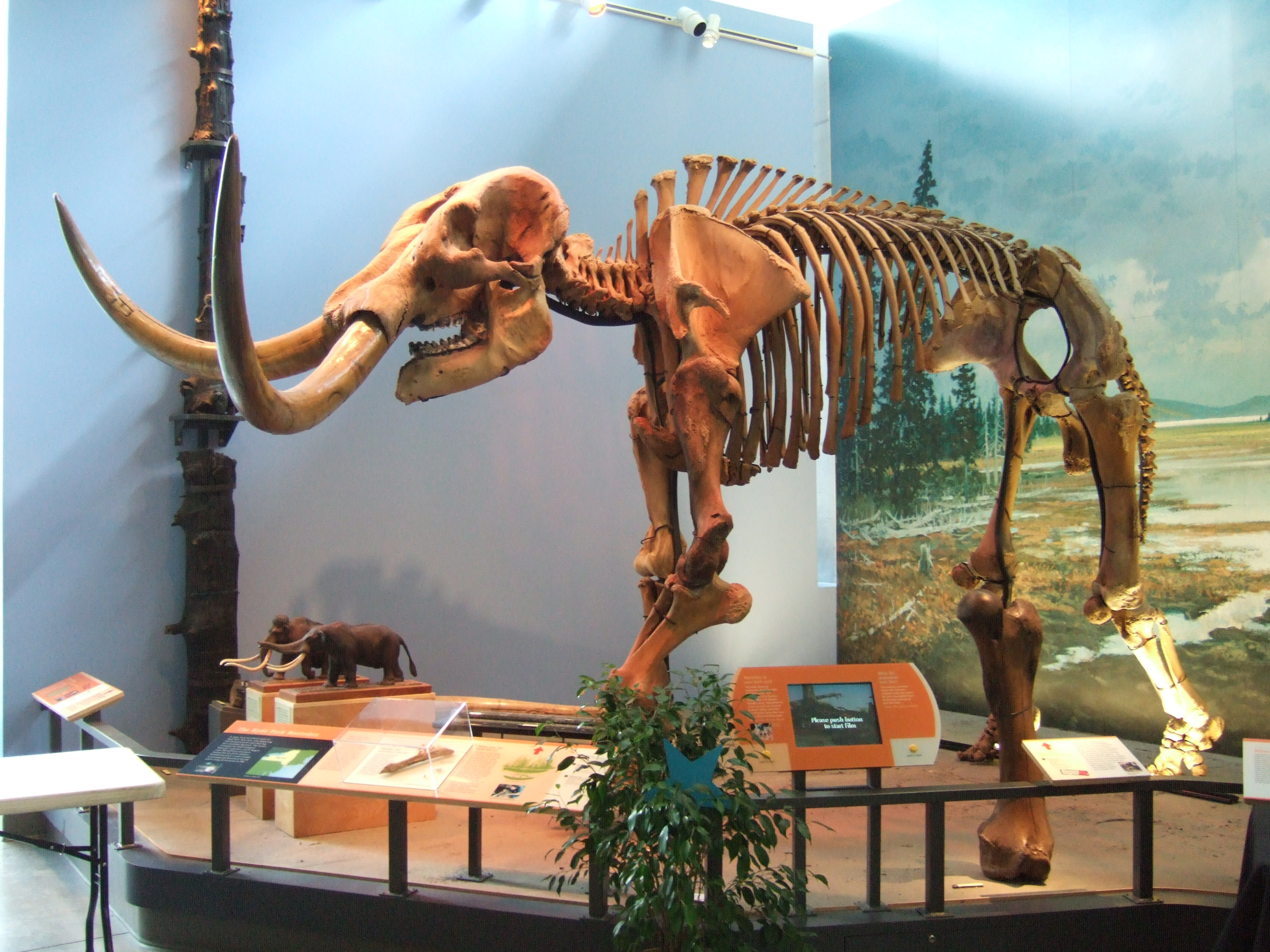
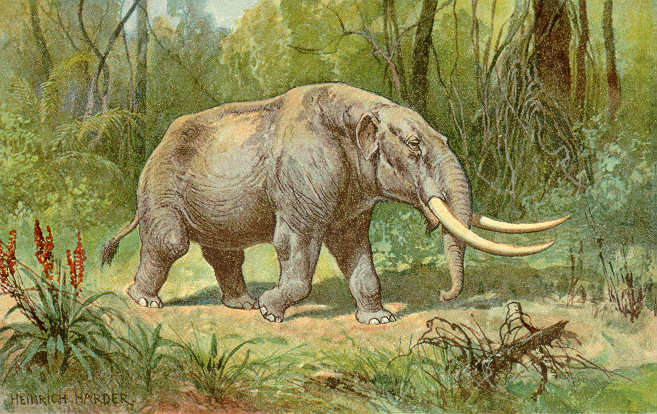
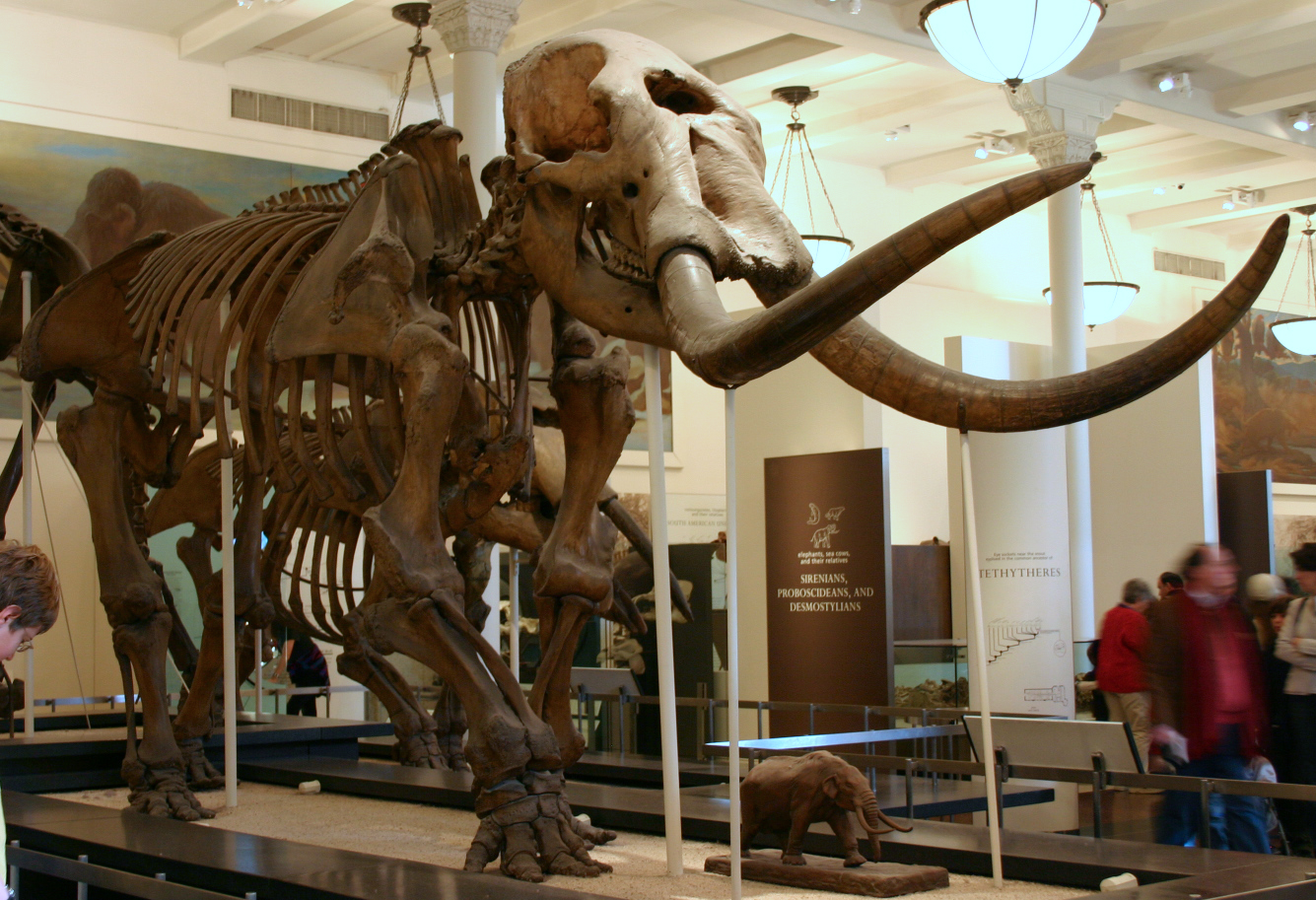

## Класифікація

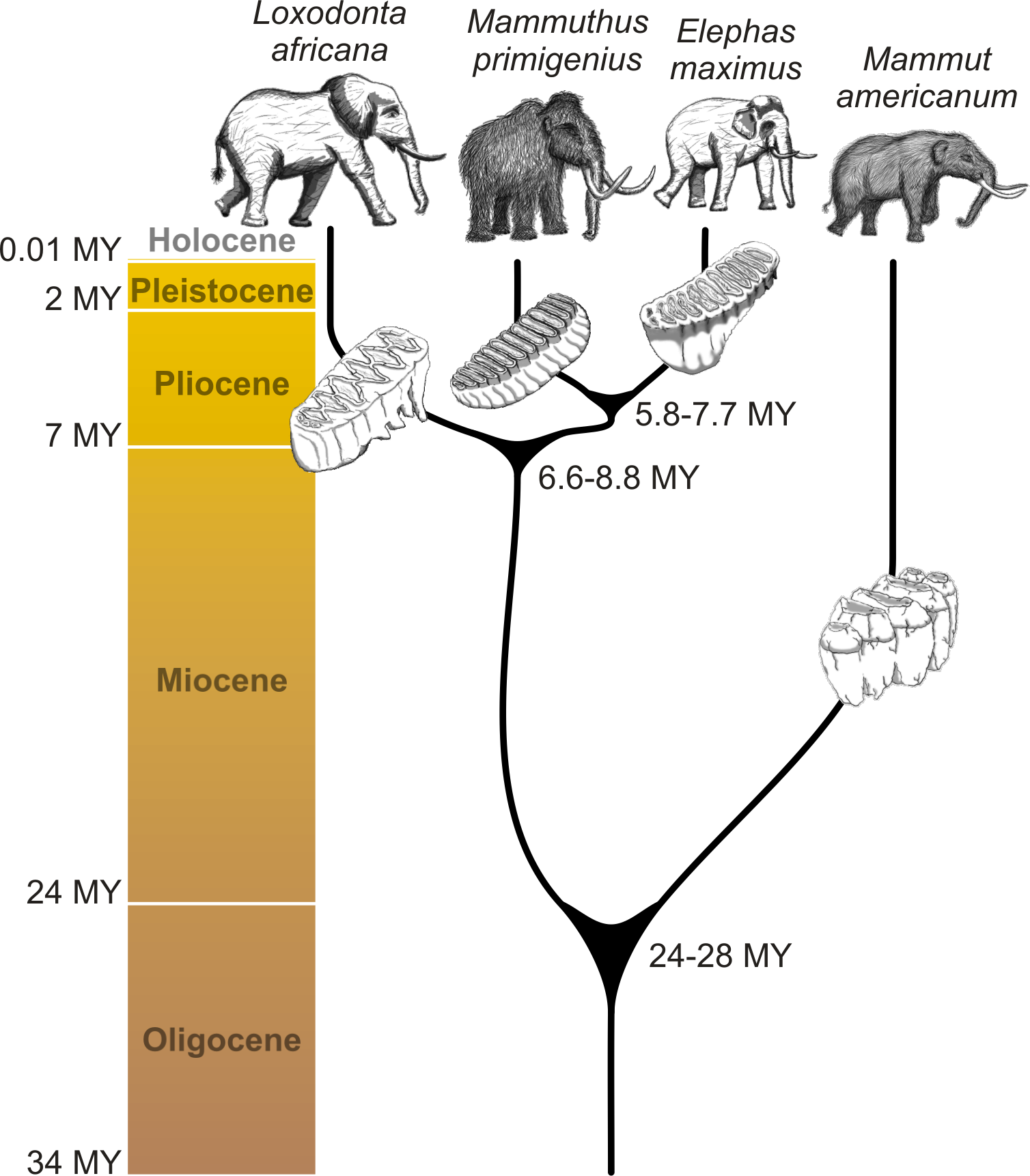
Дослідження мітохондріальної ДНК, яка була виділена із зуба мастодонта (Mammut americanum), що мешкав на рівнинах Аляски 50 — 130 тисяч років тому, показує еволюційну історію мастодонтів, слонів та мамонтів

Мастодонти — найбазальніша група в межах Elephantimorpha, а гомфотерієві та інші представники Elephantida, такі як амебелодонти, є ближчими до слонів. Кладограма за Li et al. (2024):
|  | Losodokodon                                                                    |
|  |                                                                                |
|  | \| \| Eozygodon \| \| \| \| \| \| Zygolophodon (предок мастодонта) \| \| \| \| |
|  |                                                                                |
|  | Eozygodon                                                                      |
|  |                                                                                |
|  | Zygolophodon (предок мастодонта)                                               |
|  |                                                                                |

|  | Eozygodon                        |
|  |                                  |
|  | Zygolophodon (предок мастодонта) |
|  |                                  |

|  | Choerolophodontidae                                                                                     |
|  | |
|  | \| \| Amebelodontidae \| \| \| \| \| \| «Gomphotheriidae» (парафілетичний, предок слонових) \| \| \| \| |
|  | |
|  | Amebelodontidae                                                                                         |
|  | |
|  | «Gomphotheriidae» (парафілетичний, предок слонових)                                                     |
|  | |

|  | Amebelodontidae                                     |
|  |                                                     |
|  | «Gomphotheriidae» (парафілетичний, предок слонових) |
|  |                                                     |

|  | Losodokodon                                                                    |
|  |                                                                                |
|  | \| \| Eozygodon \| \| \| \| \| \| Zygolophodon (предок мастодонта) \| \| \| \| |
|  |                                                                                |
|  | Eozygodon                                                                      |
|  |                                                                                |
|  | Zygolophodon (предок мастодонта)                                               |
|  |                                                                                |

|  | Eozygodon                        |
|  |                                  |
|  | Zygolophodon (предок мастодонта) |
|  |                                  |

|  | Choerolophodontidae                                                                                     |
|  | |
|  | \| \| Amebelodontidae \| \| \| \| \| \| «Gomphotheriidae» (парафілетичний, предок слонових) \| \| \| \| |
|  | |
|  | Amebelodontidae                                                                                         |
|  | |
|  | «Gomphotheriidae» (парафілетичний, предок слонових)                                                     |
|  | |

|  | Amebelodontidae                                     |
|  |                                                     |
|  | «Gomphotheriidae» (парафілетичний, предок слонових) |
|  |                                                     |

|  | Losodokodon                                                                    |
|  |                                                                                |
|  | \| \| Eozygodon \| \| \| \| \| \| Zygolophodon (предок мастодонта) \| \| \| \| |
|  |                                                                                |
|  | Eozygodon                                                                      |
|  |                                                                                |
|  | Zygolophodon (предок мастодонта)                                               |
|  |                                                                                |

|  | Eozygodon                        |
|  |                                  |
|  | Zygolophodon (предок мастодонта) |
|  |                                  |

|  | Choerolophodontidae                                                                                     |
|  | |
|  | \| \| Amebelodontidae \| \| \| \| \| \| «Gomphotheriidae» (парафілетичний, предок слонових) \| \| \| \| |
|  | |
|  | Amebelodontidae                                                                                         |
|  | |
|  | «Gomphotheriidae» (парафілетичний, предок слонових)                                                     |
|  | |

|  | Amebelodontidae                                     |
|  |                                                     |
|  | «Gomphotheriidae» (парафілетичний, предок слонових) |
|  |                                                     |

|  | Losodokodon                                                                    |
|  |                                                                                |
|  | \| \| Eozygodon \| \| \| \| \| \| Zygolophodon (предок мастодонта) \| \| \| \| |
|  |                                                                                |
|  | Eozygodon                                                                      |
|  |                                                                                |
|  | Zygolophodon (предок мастодонта)                                               |
|  |                                                                                |

|  | Eozygodon                        |
|  |                                  |
|  | Zygolophodon (предок мастодонта) |
|  |                                  |

|  | Choerolophodontidae                                                                                     |
|  | |
|  | \| \| Amebelodontidae \| \| \| \| \| \| «Gomphotheriidae» (парафілетичний, предок слонових) \| \| \| \| |
|  | |
|  | Amebelodontidae                                                                                         |
|  | |
|  | «Gomphotheriidae» (парафілетичний, предок слонових)                                                     |
|  | |

|  | Amebelodontidae                                     |
|  |                                                     |
|  | «Gomphotheriidae» (парафілетичний, предок слонових) |
|  |                                                     |

Мастодонти виникли в Африці у часи пізнього олігоцену, найстарший рід Losodokodon датується 27,5—24 млн р. тому. Жили на всіх континентах, крім Австралії, у часовий проміжок від олігоцену (~35 млн років тому) до плейстоцену (~11 тис. років тому) кайнозойської ери. Мастодонти, що належали до роду Zygolophodon (а також, можливо, до інших родів мастодонтів), потрапили до Євразії через «гомфотерійський сухопутний міст» в ранньому міоцені, близько 18 мільйонів років тому. Рештки мастодонтових зазвичай рідкісні в Євразії у порівнянні з їхніми сучасниками гомфотеріями та дейнотеріями. Наприкінці раннього міоцену, близько 16,5 млн років тому, популяція Zygolophodon заселила Північну Америку, давши початок виду Mammut — мастодонти. Наймолодші підтверджені зразки мастодонтів в Африці датуються приблизно 13 мільйонами років тому (повідомляється ще про можливі пізньоміоценові фоссилії з Північної Африки). На початку плейстоцену, приблизно 2—2,5 мільйони років тому, останній з євразійських мастодонтів, «Mammut» borsoni, вимер. Представники виду Mammut збереглися в Північній Америці до кінця плейстоцену, приблизно 11 000 років тому.